# الفارعة بنت أبي سفيان
الفَارِعَةُ بنتُ أبي سُفيان بن حرب القُرَشية الأموية، هي بنت أبو سفيان بن حرب، وأخت أم حبيبة بنت أبي سفيان.
ذكرها المُسْتَغْفِرِيُّ، وأخرج من طريق يونس بن بكير، عن ابن إسحاق؛ قال: كان أوّل مَنْ خرج إلى الحبشة مهاجرًا عبد الله بن جَحْش حليف بني عبد شمس، احتمل بأهله وأخيه، وهو أبو أحمد، وكانت عنده الفارعة بنت أبي سفيان بن حرب.
وأخرجها أبو موسى، وقد اختلف قوله؛ فإنه جعل في الترجمة أن الفارعة امرأة أبي أحمد بن جحش، وفي الحديث أنها هاجرت مع زوجها عبد الله بن جحش.